# Toxisk multinodulär struma
Toxisk multinodulär struma är en form av hypertyreos som innebär en ökad produktion av tyroideahormoner. Det är den näst vanligaste orsaken till hypertyreos efter Graves sjukdom.
Vid toxisk multinodulär struma är sköldkörteln förstorad. Vissa områden av körteln har ökat i storlek och bildat noduler (små knölar). En eller flera av dessa kan producera alltför mycket sköldkörtelhormon.
Orsaken till tillståndet har sitt ursprung i befintlig struma. Det drabbar ofta äldre människor, och en riskgrupp är kvinnor över 55 års ålder. Detta sjukdomstillstånd är ovanligt hos barn. De flesta personer som utvecklar tillståndet har haft struma under flera års tid.
Symptomen på toxisk multinodulär struma är trötthet, frekventa tarmrörelser, värmeintolerans, ökade svettningar, ökad aptit, oregelbunden menstruation (hos kvinnor), muskelkramper, nervositet, rastlöshet och viktminskning.